# Chlaenius violaceipennis
Chlaenius violaceipennis is een keversoort uit de familie van de loopkevers (Carabidae). De wetenschappelijke naam van de soort is voor het eerst geldig gepubliceerd in 1876 door baron Maximilien de Chaudoir. Hij beschreef een exemplaar in het museum van Berlijn afkomstig uit Kaap Palmas (Peperkust).